# English Civil War
English Civil War – siódmy singel zespołu The Clash wydany 23 lutego 1979 przez firmę CBS.

## Lista utworów
1. English Civil War – 2:35
2. Pressure Drop – 3:25

## Muzycy
- Joe Strummer – wokal, gitara
- Mick Jones – gitara, wokal
- Paul Simonon – gitara basowa
- Topper Headon – perkusja